# تشاي شيغوغ
تشاي شيغوغ (بالإنجليزية: Chay Shegog)‏ مواليد 22 فبراير 1990 في سان دييغو، هي لاعبة كرة سلة أمريكية. بدأت مسيرتها الاحترافية في سنة 2012. تم اختيارها من قبل فريق كونيتيكت صن خلال الدرافت. يبلغ طولها 6 قدم 5 بوصة (2.0 م).

## روابط خارجية
- تشاي شيغوغ على موقع الاتحاد الدولي لكرة السلة (الإنجليزية)
- تشاي شيغوغ على موقع الاتحاد الوطني لكرة السلة النسائية (الإنجليزية)
- تشاي شيغوغ على موقع كرة السلة الأوروبية.كوم (الإنجليزية)
- تشاي شيغوغ على موقع كلية كرة السلة في سبورتس رفرنس.كوم (الإنجليزية)
- تشاي شيغوغ على موقع بروبوليرز (الإنجليزية)
- تشاي شيغوغ على موقع سبورتس رفرنس (الإنجليزية)